# Red Auerbach
Arnold Jacob "Red" Auerbach (født 20. september 1917, død 28. oktober 2006) var en amerikansk basketballtræner og holdleder. Han tilbragte størstedelen af sin karriere hos Boston Celtics, hvor han som træner var med til at vinde ni mesterskaber, flere end nogen anden træner i NBA's historie. Han stoppede som træner i 1966, og indtog i stedet en rolle i bestyrelsen, hvor han var med til at vinde syv yderligere mesterskaber.

## Trænerkarriere

### Tidlige karriere
Efter at selv have spillet i college, men aldrig blevet professionel, så begyndte Auerbach sin trænerkarriere i 1940, da han blev hyret som træner for St. Albans School. Han blev herefter træner for Theodore Roosevelt High School senere på året.
Auerbach fik sit første trænerjob for et professionelt hold i 1946, da han blev hyret af den nyoprettet klub Washington Capitols, som spillede i BAA-ligaen. Efter tre sæsoner her, blev han træner for NBA-holdet Tri-Cities Blackhawks.

### Boston Celtics

#### Første år
Auerbach blev i 1950 hyret af Boston Celtics, og havde allerede i sine første måneder to store beslutninger. Først, så undlod han at drafte lokalhelten Bob Cousy, hvilke ledte til utilfredshed blandt fans. Det lykkedes dog at anskaffe Cousy til holdet, efter at han havde nægtet at underskrive en kontrakt med det hold som havde draftet ham. Herefter draftede han Chuck Cooper, som hermed blev den første afroamerikanske spiller draftet af et NBA hold nogensinde, hvilke effektivt brudte ligaens racebarriere.
Med Cousy, og andre nye tilføjelser som Bill Sharman, så gik Boston fra et være en af ligaens værste hold til at komme i slutspillet. Det lykkedes dog ikke, at komme særlig langt her i de første seks år med klubben.

#### Dynastien
I 1956 draften var Auerbach opsat på at få fat i Bill Russell, og efter en handel med hans gamle hold St. Louis Hawks, så lykkedes det at bringe Russell til Boston. I den samme draft lykkedes det, at få fat i Tom Heinsohn og K.C. Jones, som begge var fremtidige Hall of Fame medlemmer. Disse spillere ville ligge fundamentet for en af de mest succesfulde hold i sportens historie, og over de næste ti sæsoner, så vandt Celtics mesterskabet ni gange.

## Bestyrelseskarriere

### General manager
Efter at have vundet sit niende mesterskab i 1965-66 sæsonen, så tog Auerbach rollen som general manager for holdet, imens at Russell blev spilledende træner. Med Russell som træner, vandt Celtics yderlige to mesterskaber.
Ved starten af 1970'erne var mange af de centrale spillere for deres mesterskabsvindene hold ved at blive gamle, men det lykkedes gennem gode draft picks som Dave Cowens og Jo Jo White, at vinde to yderligere mesterskaber i 1974 og 1976.
Efter mesterskaberne i 70'erne, så var det dog tid til, at genopbygge holdet. Efter nogle middelmådige sæsoner, så draftede Auerbach Larry Bird i 1978, som blev omdrejningspunktet for holdets fremtid. Efter handler i 1980, lykkedes det at få fat i Robert Parish og Kevin McHale, som sammen med Bird dannede en ny dynasti, som vandt tre mesterskaber i løbet af 1980'erne.

### Præsident
I 1984 stoppede Auerbach som general manager, og indtog i stedet rollen som holdets præsident. Han holdte rollen til sin død, dog han fra 1990'erne og fremad holdte sig i baggrunden.

## Privat
Auerbach var født i Brooklyn til en amerikansk mor, og en russisk-jødisk far. Han døde den 28. oktober 2006 i en alder af 89 år.